# Ружинский, Кирилл
Князь Кири́лл (Ки́рик) Ружи́нский (ум. 1599) — атаман Войска Запорожского (1588) из княжеского рода Ружинских (Рожинских). Отец Романа Рожинского, главного полководца («гетмана») войск Лжедмитрия II (в 1608–1610 гг.).

## Биография
Происхождение вызывает споры. Предположительно, сын Остафия Ивановича Ружинского и внук князя И. М. Ружинского. Упоминается[где?] также его брат (двоюродный?) — Николай Ружинские.
За военные заслуги получил во владение от короля Речи Посполитой Стефана Батория в 1581 году Котельню под Житомиром. Его дочь[какая?] вышла замуж за князя Чарторыйского[какого?].
В конце 1585 года как «гетман низовых казаков» упоминается[где?] вместе с братом Николаем. В том же году участвовал в походе запорожских казаков против крымских татар.
По сведеням Ивана Крипякевича, в 1588 году вместе с 1700 казаками принимал участие в праздновании коронации (праздничный обход) Сигизмунда III Вазы на Площади Рынок во Львове.
В 1590 и 1598 годах князь Кирик Ружинский избирался депутатом польского сейма, служил[кем?] у короля Сигизмунда III Вазы.
В 1596 году Кирик Ружинский принимал участие в подавлении казацкого восстания Северина Наливайко. Князь возглавлял передовой отряд (ок. 500 чел.) королевской армии под командованием польного гетмана Станислава Жолкевского и сражался с восставшими казаками на территории Киевщины. 27 марта 1596 года Матвей Шаула сообщал Кирику про ход переговоров с Северином Наливайко, обещая выдать его полякам. В апреле того же года отряд Кирика Ружинского был разбит казаками под командованием Наливайко и Шаулы в битве под Белой Церковью.
В это время, когда Кирик отсутствовал дома, крымские татары напали на Котельню, разорили и сожгли местечко. Во время пожара погибла Евдокия Куневская, первая жена князя Кирика Ружинского.
Скончался в 1599/1601 году. Похоронен в церкви с. Котельны.

## Семья и дети
Жёны
Был дважды женат.
- Первая жена Евдокия (Авдотья Андреевна[2]) Куневская погибла во время разорения татарами Котельны.
- Вторично женился на Ядвиге Фальчевской.[2]

Дети
- Князь Роман Рожинский (1575—1610)
- Княжна Анна Рожинская (ум. после 1618)
- Княжна Ядвига Рожинская (ум. после 1619)
- Княжна Гелена Рожинская (ум. после 1618)
- Княжна Анастасия-Томила Рожинская (ум. до 1611)

## Комментарии
1. ↑  Историк Иван Крипякевич назвал его имнем Константин.[1]